# Leichtathletik-Europameisterschaften 1938/100 m der Männer

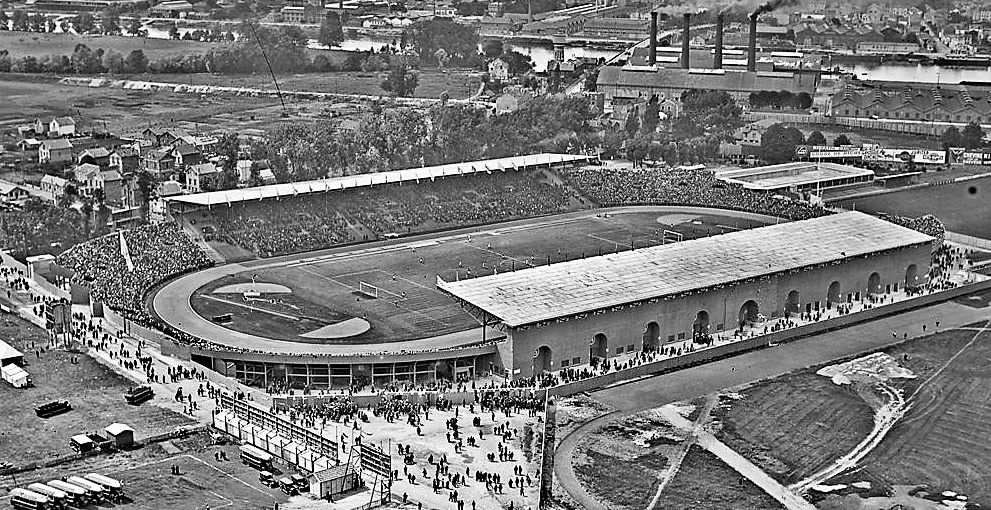
Olympiastadion in Paris 1924

Der 100-Meter-Lauf der Männer bei den Leichtathletik-Europameisterschaften 1938 wurde am 3. September 1938 im Stade Olympique der französischen Hauptstadt Paris ausgetragen.
Europameister wurde der Niederländer Martinus Osendarp, der vor dem Italiener Orazio Mariani gewann. Bronze ging an den Schweden Lennart Strandberg.

## Rekorde

### Bestehende Rekorde
| Weltrekord           | 10,2 s | Jesse Owens        | Chicago, USA               | 20. Juni 1936      |
| Europarekord         | 10,3 s | Arthur Jonath      | Bochum, Deutsches Reich    | 5. Juni 1932       |
| Europarekord         | 10,3 s | Christiaan Berger  | Amsterdam, Niederlande     | 26. August 1934    |
| Europarekord         | 10,3 s | Lennart Strandberg | Malmö, Schweden            | 26. September 1936 |
| Meisterschaftsrekord | 10,6 s | Christiaan Berger  | EM Turin, Italien, Vorlauf | 7. September 1934  |
| Meisterschaftsrekord | 10,6 s | József Sir         | EM Turin, Italien, Vorlauf | 7. September 1934  |
| Meisterschaftsrekord | 10,6 s | Christiaan Berger  | EM Turin, Italien, Finale  | 8. September 1934  |

Anmerkung zu den Europarekorden

Es gab noch einige weitere Rennen, in denen europäische Sprinter die Zeit von 10,3 Sekunden erzielt hatten, die jedoch vom Europäischen Leichtathletikverband EAA nicht in die Liste offiziell anerkannter Europarekorde aufgenommen wurden.

### Rekordverbesserungen
Der vor diesen Europameisterschaften bestehende Meisterschaftsrekord wurde fünf Mal verbessert oder egalisiert. Darüber hinaus gab es zwei Landesrekorde.
- Europameisterschaftsrekord:
  - 10,5 s (Verbesserung) – Martinus Osendarp (Niederlande), erster Vorlauf
  - 10,5 s (Egalisierung) – Orazio Mariani (Italien), vierter Vorlauf
  - 10,5 s (Egalisierung) – Lennart Strandberg (Schweden), erstes Halbfinale
  - 10,4 s (Verbesserung) – Orazio Mariani (Italien), zweites Halbfinale
  - 10,4 s (im selben Rennen) – Wil van Beveren (Niederlande), zweites Halbfinale

Die neuen Meisterschaftsrekordinhaber mit 10,4 s waren also Vizeeuropameister Orazio Mariani und der im Finale viertplatzierte Wil van Beveren. Im Endlauf gewann Europameister Martinus Osendarp mit 10,5 s, der Rekord aus dem zweiten Halbfinallauf blieb nach diesen Europameisterschaften bestehen.
- Landesrekorde:
  - 10,6 s (Verbesserung) – Julien Saelens (Belgien), erster Vorlauf
  - 10,6 s (Egalisierung) – Julien Saelens (Belgien), zweites Halbfinale

## Durchführung
Der gesamte Wettbewerb wurde an einem Tag abgewickelt. Die Vorläufe (15.30 Uhr), Halbfinals (16.35 Uhr) und das Finale (18.05 Uhr) fanden am 3. September 1938 statt.

## Vorrunde
3. September 1938, 15.30 Uhr
Die Vorrunde wurde in vier Läufen durchgeführt. Für das Halbfinale qualifizierten sich pro Lauf die ersten drei Athleten – hellblau unterlegt.

### Vorlauf 1

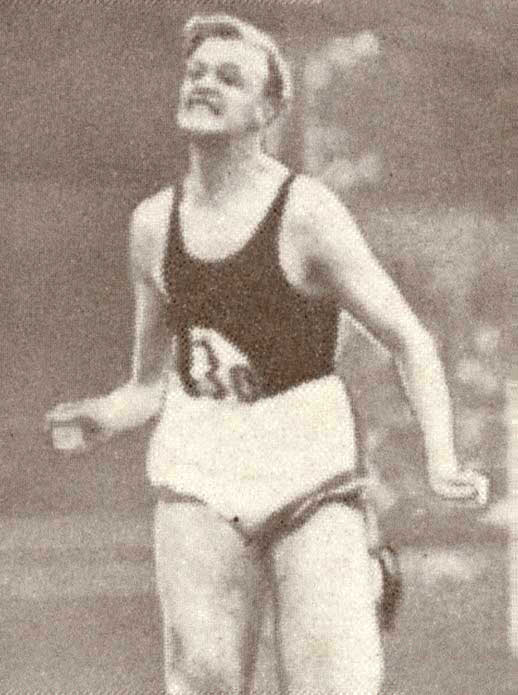
Lennart Lindgren schied als Vierter seines Vorlaufs aus

| Platz | Name              | Nation         | Zeit (s) |
| ----- | ----------------- | -------------- | -------- |
| 1     | Martinus Osendarp | Niederlande    | 10,5 CR  |
| 2     | Julien Saelens    | Belgien        | 10,6 NR  |
| 3     | Ernest Page       | Großbritannien | 10,7000  |
| 4     | Lennart Lindgren  | Schweden       | 10,8000  |
| 5     | Jean Jourdian     | Frankreich     | 10,9000  |

### Vorlauf 2
| Platz | Name               | Nation         | Zeit (s) |
| ----- | ------------------ | -------------- | -------- |
| 1     | Lennart Strandberg | Schweden       | 10,6     |
| 2     | Arthur Sweeney     | Großbritannien | 10,7     |
| 3     | Erik Sjøvall       | Norwegen       | 10,7     |
| 4     | François Mersch    | Luxemburg      | 10,7     |
| 5     | Bernard Zaslona    | Polen          | 10,9     |
| 6     | Xaver Frick        | Liechtenstein  | 12,5     |

### Vorlauf 3
| Platz | Name              | Nation      | Zeit (s) |
| ----- | ----------------- | ----------- | -------- |
| 1     | Wil van Beveren   | Niederlande | 10,6     |
| 2     | Bernard Marchand  | Schweiz     | 10,7     |
| 3     | Gyula Gyenes      | Ungarn      | 10,7     |
| 4     | Dieudonne Devrint | Belgien     | 10,7     |

### Vorlauf 4
| Platz | Name           | Nation             | Zeit (s) |
| ----- | -------------- | ------------------ | -------- |
| 1     | Orazio Mariani | Königreich Italien | 10,5 CRe |
| 2     | József Sir     | Ungarn             | 10,70000 |
| 3     | Manfred Kersch | Deutsches Reich    | 10,70000 |
| 4     | Paul Hänni     | Schweiz            | 10,80000 |
| 5     | Jean Fusil     | Frankreich         | 11,20000 |

## Halbfinale
3. September 1938, 16.35 Uhr
In den beiden Halbfinalläufen qualifizierten sich die jeweils ersten drei Athleten – hellblau unterlegt – für das Finale.

### Lauf 1
| Platz | Name               | Nation          | Zeit (s) |
| ----- | ------------------ | --------------- | -------- |
| 1     | Lennart Strandberg | Schweden        | 10,5 CRe |
| 2     | Martinus Osendarp  | Niederlande     | 10,70000 |
| 3     | Bernard Marchand   | Schweiz         | 10,70000 |
| 4     | Manfred Kersch     | Deutsches Reich | 10,70000 |
| 5     | Ernest Page        | Großbritannien  | 10,80000 |
| 6     | Gyula Gyenes       | Ungarn          | 10,80000 |

### Lauf 2
| Platz | Name            | Nation             | Zeit (s) |
| ----- | --------------- | ------------------ | -------- |
| 1     | Orazio Mariani  | Königreich Italien | 10,4 CR0 |
| 2     | Wil van Beveren | Niederlande        | 10,4 CR0 |
| 3     | Arthur Sweeney  | Großbritannien     | 10,50000 |
| 4     | Julien Saelens  | Belgien            | 10,6 NRe |
| 5     | József Sir      | Ungarn             | 11,00000 |
| 6     | Erik Sjøvall    | Norwegen           | 11,00000 |

## Finale

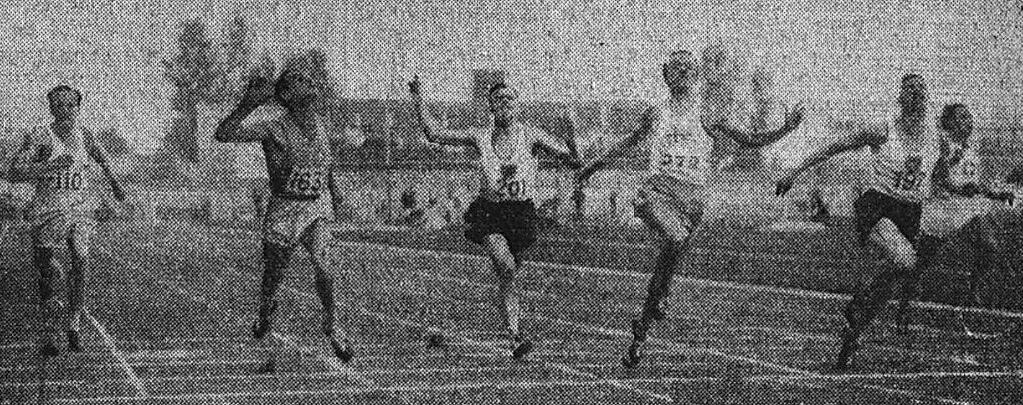
Zieleinlauf über 100 Meter (auf dem Foto v. l. n. r.):
Arthur Sweeney, Orazio Mariani, Wil van Beveren, Lennart Strandberg, Martinus Osendarp, Bernard Marchand

3. September 1938, 18.05 Uhr
| Platz | Name               | Nation             | Zeit (s) |
| ----- | ------------------ | ------------------ | -------- |
| 1     | Martinus Osendarp  | Niederlande        | 10,5     |
| 2     | Orazio Mariani     | Königreich Italien | 10,6     |
| 3     | Lennart Strandberg | Schweden           | 10,6     |
| 4     | Wil van Beveren    | Niederlande        | 10,6     |
| 5     | Arthur Sweeney     | Großbritannien     | 11,0     |
| 6     | Bernard Marchand   | Schweiz            | 11,2     |

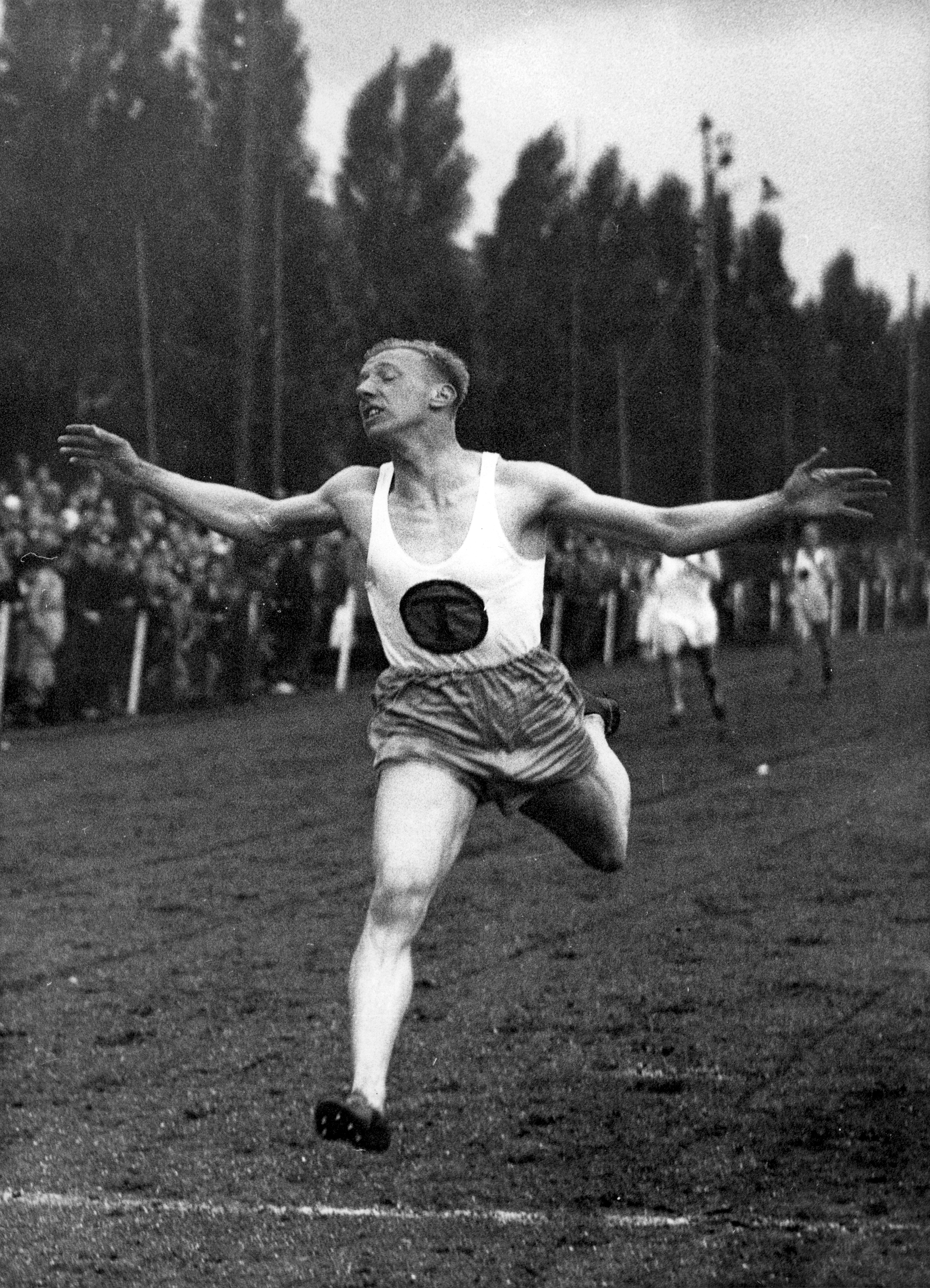
Europameister Martinus Osendarp
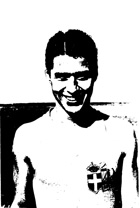
Vizeeuropameister Orazio Mariani
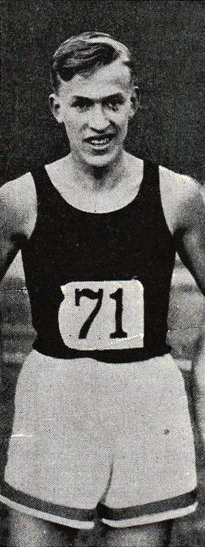
Bronzemedaillengewinner Lennart Strandberg